# Kenneth George Whitcomb
Kenneth (Ken) George Whitcomb (Battle Creek (Michigan), 7 maart 1926) is een Amerikaans componist, dirigent en saxofonist. Hij gebruikt ook het pseudoniem: George Kenny voor bepaalde werken.

## Levensloop
Whitcomb was klarinettist, saxofonist en arrangeur in de United States Military Academy Band in West Point (New York). Later werd hij tweede dirigent van dit elitaire militaire orkest. Vervolgens werd hij overgeplaatst naar Duitsland en werd aldaar dirigent van de 30th United States Army Band. Nadat hij het militair verliet ging hij naar Californië terug en werd eerst saxofonist in een orkest bij Disneyland in Anaheim (Californië). Vervolgens werd hij door Walt Disney gevraagd als componist en arrangeur voor marsen en feestelijke muziek, die zouden gespeeld worden in ieder Disney-amusementspark in de hele wereld. In 1973 ging hij met pensioen.
Sindsdien is hij freelance componist in de regio van Los Angeles.

## Composities

### Werken voor orkest
- 1993 Overture to the unwritten opera "Clementine"

### Werken voor harmonieorkest
- 1956 Jubilee
- 1957 Coat of Arms, voor harmonieorkest[1]
- 1960 Medallion
- 1961 Polaris - concert march
- 1962 Carnival day
- 1962 Evening breeze
- 1967 Uptight (everything's alright)
- 1968 Selections from Doctor Dolittle
- 1968 Talk to the animals
- 1969 Shoes of the fisherman
- 1975 American Heritage - Overture (1776-1976)
- 1975 Remembrance
- 1975 The Sheffordshire Regiment, mars
- 1976 Fireball, concert march
- 1976 Ritual Dance
- 1977 23 Skidoo!
- 1977 Sea King Overture
- 1977 The Siberian Skateboard
- 1978 A Ridiculous Rondo
- 1978 Fanfare for the Bravo Brass
- 1978 Grand prix, concert march
- 1978 Jet stream, concert march
- 1978 The Tennessee Whistler
- 1979 Seascape overture
- 1984 Maleficent
- 1984 What Child is this?
- 1987 Centennial
- 1987 The Joy of Christmas
- 1988 Rose fanfare no. 1
- 1990 Opening fanfare studio tour fireworks
- 1995 Kentucky gold rush march

### Kamermuziek
- 1978 Pastorale, voor dwarsfluitkwartet
- 1993 Episodes, voor altsaxofoon